# Fuldatalbrücke Fuldabrück
Die Fuldatalbrücke Fuldabrück (auch Fuldatalbrücke Rengershausen) ist eine 422 m lange Eisenbahnbrücke der Schnellfahrstrecke Hannover–Würzburg im Bereich der hessischen Gemeinde Fuldabrück.
Die Kosten wurden mit 14,5 Millionen DM angegeben.

## Verlauf und Lage
Das Bauwerk überquert, südlich von Kassel, die Fulda und verschiedene Wirtschaftswege. Nördlich folgt der Rengershausener Tunnel, südlich der Dörnhagentunnel.

## Geschichte
Das Bauwerk lag in der Planungs- und Bauphase im Planungsabschnitt 13 im Mittelabschnitt der Neubaustrecke.
Die Trasse wurde in diesem Bereich tiefergelegt, um Schallemissionen zu vermindern.
Mit der Bauüberwachung war das Straßenbauamt Kassel beauftragt.

## Konstruktion
Entsprechend der Rahmenplanung besteht der Brückenüberbau aus einer Kette von neun Einfeldträgern. Die Querschnittsform ist ein einzelliger Stahlbetonhohlkasten mit geneigten Stegen, in Längsrichtung vorgespannt. Zusätzlich ist die Fahrbahnplatte in Querrichtung vorgespannt. Die Pfeilerachsabstände betragen 44 Meter.